# Stazione di Ipogeo degli Ottavi
La stazione di Ipogeo degli Ottavi è una delle fermate a servizio della zona di Ottavia del comune di Roma. La fermata è ubicata lungo la ferrovia Roma - Capranica - Viterbo ed è servita dalla linea regionale FL3; è l'ultima fermata della linea sita all'interno del Grande Raccordo Anulare.

## Storia
Costruita nel 2000 in occasione del raddoppio della ferrovia per il Giubileo dello stesso anno, la fermata prende nome dall'ipogeo degli Ottavi, una tomba sotterranea rinvenuta verso il 1920 e da cui la zona ha preso il nome.

## Strutture e impianti
La fermata è gestita da Rete Ferroviaria Italiana (RFI) e dispone di un fabbricato viaggiatori, che ospita le banchine coperte e la biglietteria.
È dotata di due binari passanti utilizzati per il servizio viaggiatori.

## Movimento
Vi fermano i treni regionali diretti a Bracciano, Cesano, Monterotondo, Roma Ostiense, Roma Tiburtina e Viterbo. La tipica offerta nelle ore di morbida dei giorni lavorativi è di un treno ogni 15 minuti per Roma Tiburtina e Cesano, un treno ogni 30 minuti per Bracciano e un treno ogni ora per Viterbo.
Le frequenze sono dimezzate nei giorni festivi.

## Servizi
La fermata, che RFI classifica nella categoria "Silver", dispone di:
- Biglietteria automatica

## Interscambi
- Fermata autobus ATAC